# Pilumnus parvulus
Pilumnus parvulus is een krabbensoort uit de familie van de Pilumnidae. De wetenschappelijke naam van de soort is voor het eerst geldig gepubliceerd in 1906 door Giuseppe Nobili. De soort werd ontdekt bij Rikitea op het eiland Mangareva in de Gambiereilanden in Frans-Polynesië.